# Абашева, Диана Владимировна
Диа́на Влади́мировна Аба́шева (род. 27 сентября 1950, Чебоксары) — советский и российский историк, исследователь и фольклорист. «Отличник народного просвещения РСФСР» (1985), доктор филологических наук (2000), профессор.
Тесно связана с фундаментальным исследованием классической и новейшей русской литературы, литературного творчества народов России и фольклоризма писателей.

## Биография
Диана Абашева родилась 27 сентября 1950 года в Чебоксарах.
В 1971 году окончила филологический факультет Чувашского государственного педагогического института (ЧГПУ), получив специальность учителя русского языка и литературы. В 1975 году окончила очную аспирантуру Моковского областного педагогического института (ныне Московский государственный областной университет) по специальности «Фольклористика», защитив кандидатскую диссертацию на тему «В. К. Магницкий как фольклорист и этнограф».
С 1975 года — старший преподаватель, доцент, заместитель декана, декан факультета русской филологии, профессор, заведующий кафедрой литературы Чувашского государственного педагогического университета.
С 1986 по 1991 год — лектор Печского университета (Печ, Венгрия). Здесь она читала лекции и писала статьи для венгерских научных сборников.
В 2000 году защитила докторскую диссертацию на тему «Братья Языковы в истории русской литературы и фольклористике».
В 2004 году была занесена в книгу почёта ЧГПУ.

## Научная деятельность
Научные интересы сконцентрированы на проблемах взаимосвязи русской традиционной духовной культуры и литературы; проблемах взаимодействия литературы и фольклора в их историческом развитии от древнейших эпох до современности. На эти темы опубликовано более 100 научных работ в центральных и республиканских изданиях, включая монографии.
Исследования Д. В. Абашевой посвящены проблемам истории фольклористики русского и чувашского народов. Любимые в исследовательском плане литераторы и учёные-гуманитарии Д. В. Абашевой — М. В. Ломоносов, В. К. Магницкий, А. С. Хомяков, Л. А. Мей, Н. М. Карамзин, В. Г. Белинский, В. И. Даль, А. Н. Майков, М. А. Шолохов, К. М. Симонов, Н. М. Рубцов. Многих деятелей отечественной культуры Диана Абашева изучает целыми семьями: это братья Языковы, братья Киреевские.
Является автором таких монографий как: «Литературное произведение в контексте традиционной духовности» (1997), «Н. Языков в оценках критики и литературном окружении» (1999), «Поэзия Н. М. Языкова и проблемы фольклоризма» (2000), «Из истории фольклористики России. В. К. Магницкий» (2004), «„Любовный быт“ и бытие в творчестве и переписке Н. М. Языкова» (2008), «Языковы в истории литературы и фольклористики» (2009), «Духовные ценности в творчестве русских писателей XIX века» (в соавторстве: Абашева, Журина, Косякова, Ястребова, 2013); «Отечественная война 1812 года в литературном наследии русских писателей первой половины XIX века» (в соавторстве: Абашева, Журина, Ястребова, 2014), «Образ народной культуры в литературе» (в соавторстве: Абашева, Бабенко, Данилова и другие, 2016) и «Н. М. Языков и народнопоэтическая традиция» (2017). Ею написаны учебно-методические пособия «Русское устное народное творчество» (в соавторстве: Абашева, Жабина, 2019), «О поэзии и прозе Пушкинской эпохи» (в соавторстве: Абашева, Журина, Иванова, 2009).
Исследует фольклорную и литературную поэтику как самостоятельные и взаимосвязанные системы, жанровую специфику фольклора и структурообразующее участие его жанров в становлении литературы, роль текстов и семантику художественных образов. Об этом поясняют заглавия её научных статей: «Функции примет в рассказах М. А. Шолохова» (2019), «Семантическая многоплановость текста народной культуры в литературе» (2018), «Принципы репрезентативного представления фольклорных текстов (П. В. Киреевский, Н. М. Языков)» (2018), «Фольклорная традиция и творческая история литературных произведений: аспекты взаимодействия» (2016), «Русская пастораль XVIII века и фольклор» (2015), «Фольклорная идеальность мира и пасторальная идеализация» (2015), «Ценностный мир жанра поучений древней русской литературы» (2014), «Ценностный мир пословицы в русской литературе» (2014).
Для Д. В. Абашевой особо важны взаимовлияния русского и национального языков, фольклора и литературы. Этой научной проблеме посвящён целый ряд её статей: «Национальнокультурный компонент народного творчества в реализации принципа неразрывной связи изучаемого языка с национальной культурой в системе обучения» (2019), «Становление фольклористики народов Поволжья в XIX веке» (Абашева, Сигов, Шаряфетдинов, 2018), «Литературоведение народов Поволжья второй половины XIX века в свете научных интересов В. К. Магницкого» (Абашева, Шаряфетдинов, 2019), «Мифологема Дом в художественном дискурсе татарской и чувашской литератур» (Абашева, Шаряфетдинов, 2019) и другие.
Из научных мероприятий Диана Абашева особо выделяет Пасхальные чтения и ежегодную конференцию Московского педагогического государственного университета по древнерусской литературе, почитая традиции соборности в русской литературе. Статья Д. В. Абашевой носит «говорящее» название: «Путь спасения как метасюжет русского фольклора и литературы» (2016).
В разные годы читала курсы для бакалавриата, магистратуры и аспирантуры: История русской литературы (периоды «Древняя русская литература», «Устное народное творчество», «Русская литература XVIII века», «Культура древних славян и Киевской Руси», «Мировая литература и искусство»). Разработала различные профильные курсы, модули.
Диана Владимировна Абашева — член Диссертационных советов в МПГУ и МГПУ, эксперт РФФИ.
В настоящее время Диана Абашева ведёт следующие курсы: «Устное народное творчество» по следующим направлениям подготовки: «Русский язык и литература» (очная, очно-заочная), «Литература и история», «Русский язык и иностранный язык» (китайский, английский языки), «Прикладная филология»; «Введение в текстологию» (Русская филология), «Текстология» (Прикладная филология), «Фольклор в русской литературе» (модуль по выбору, Русский язык и литература), «Народный русский календарь в фольклоре и литературе» (магистратура) и занятия с аспирантами.

## Личная жизнь
Д. В. Абашева воспринимает фольклор как «призму, сквозь которую личная вовлечённость в народную жизнь становится постоянной величиной и естественным способом существования в обществе». Она свято чтит фольклорные традиции: в её шкафу висит мамино платье как память о маме, которая была из дворянского рода Лаптевых и работала экономистом на фабрике Хохломского народного промысла.
С детства высоко ценит посуду с цветистой хохломской росписью по дереву и творения мастеров всех традиционных промыслов. Любит посещать ярмарки художественных промыслов — «Ладью» и «Жар-птицу» в Москве. На ярмарках она знакомится с мастерами из российской провинции, беседует с ними об их ремесле, фотографирует художественные экспонаты, чтобы продемонстрировать их «как величайшее достижение мировой цивилизации на лекциях по фольклору, желая приобщить студентов МПГУ к многовековой народной культуре».

## Основные публикации

#### Научные статьи (2014—2017)
- Д. В. Абашева. «Я здесь беседую с минувшими веками…»: историческая память в лирике Н. М. Языкова// Вестник славянских культур. — 2014. — № 1 (31), март. — С. 93 −101. (ВАК)
- Д. В. Абашева. Ценностный мир жанра поучений древней русской литературы// Литература в школе. — 2014. — № 5. — С. 2-4. (ВАК)
- Д. В. Абашева. «Певец свободного житья» // Журнал Международного общественного Фонда единства православных народов «К единству!». — 2014. — № 2, март — апрель. — С. 43-44.
- Д. В. Абашева. Ценностный мир пословицы в русской литературе// Текст, контекст, интертекст. Сб. научных статей. Виноградовские чтения: по материалам международной конференции ХІІІ Виноградовские чтения (г. Москва, 15-17 октября 2013 г.). — М., 2014—368 с. С.162 −170.
- Д. В. Абашева. «Господь Бог мой — литература»: оценка Н. Языковым литературного процесса своего времени" //Русский язык и русская литература в мировом культурном пространстве. Ценности и смыслы: Сборник материалов Международной научно-практической конференции 2-3 октября 2014 г. — М., 2015. — С. 45 −53.
- Д. В. Абашева. Фольклорная идеальность мира и пасторальная идеализация: к вопросу взаимодействия // Пастораль: метаморфозы идеала и реальности: сборник научных трудов / Отв. ред. Т. В. Саськова. — М., 2015. — С. 22-29.
- Д. В. Абашева. Путь спасения как метасюжет русского фольклора и литературы// ХІІІ Пасхальные чтения. Материалы Тринадцатой Межвузовской научно-методической конференции «Гуманитарные науки и православная культура». — М., 2016. — С. 12 −21.
- Д. В. Абашева. Константы народного сознания в поэме К. М. Симонова «Сын артиллериста» // Литература в школе. — 2016. — № 5. — С. 5-7. (ВАК)
- Д. В. Абашева. Поэтика народной культуры в «Донских рассказах» М. Шолохова // Преподаватель XXI век. — 2016. — № 1. Часть 2 — С. 416 −423. (ВАК)
- Д. В. Абашева. Литературное произведение в контексте традиционной духовности // Текст, контекст, интертекст. Сборник научных статей по материалам Международной научной конференции XIV Виноградовские чтения (г. Москва, 16-17 октября 2015 г.). Русская литература. / Отв. ред. И. Н. Райкова. — М., 2016. — С. 205—213.
- Д. В. Абашева. Символика сада в поэме Н. Языкова «Липы»// Семантика сада и леса в русской литературе и фольклоре: сборник научных статей/ Отв. .ред. А. И. Смирнова, И. Н. Райкова. — М., 2017. — С. 41-51.
- Д. В. Абашева. Н. М. Карамзин в восприятии Н. М. Языкова // Труженики на историческом поприще// Материалы Российской научной конференции Макариевские чтения 25-27 июня. — Можайск, 2017. — Выпуск XXIV. — С 351 −357.

#### Монографии
- Д. В. Абашева. Из истории фольклористики России. В. К. Магницкий. — Чебоксары, 2004. — 150 с. (9 п.л.)
- Д. В. Абашева. Языковы в истории литературы и фольклористики. — М.: Таганка, 2009. — 444 с. (56,0 п.л.)
- Образ народной культуры в литературе / Под ред. Д. В. Абашевой. -Чебоксары: Чуваш. гос. пед. ун- т, 2016. — 204 с. (в соавторстве)

## Награды
- Нагрудный знак «Отличник народного просвещения РСФСР» (1985);
- Почётная грамота Министерства образования Чувашской Республики — за значительные успехи и многолетний и плодотворный труд (2000);
- Звание «Ветеран труда» (2001);
- Нагрудный знак «Почётный работник высшего профессионального образования Российской Федерации» (2004);